# Uhrenmuseum Hubben
Das Uhrenmuseum Hubben ist ein privater Familienbetrieb und befindet sich in Vluyn, einem Stadtteil der niederrheinischen Stadt Neukirchen-Vluyn.
Es wurde 1896 zunächst als Uhrmachergeschäft im Nachbarort Rheurdt gegründet und wird seit jeher von Familie Rebbelmund in vierter Generation in geführt.
Die Ausstellung wird von Uhrmachermeisterin Margarethe Rebbelmund gewartet und dokumentiert eine Vielzahl von historischen, modernen und ungewöhnlichen Uhren. Es werden auch eine Reihe der für einen damaligen Uhrmacher typischen Werktische und Instrumente vorgestellt. Besonderheiten unter den Exponaten sind eine große Turmuhr aus Sevilla aus dem Jahr 1868 sowie eine Uhr mit Eisenplatinen aus dem Jahr 1715.